# Hempton Manor
Albums de The Shamen
Axis Mutatis
(1995) UV
(1996)
Hempton Manor, album des Shamen sorti en 1996, fut une étape dans l'évolution du groupe.
Leur emploi du temps les avait menés cette année-là à tourner dans les festivals estivaux d'Europe entière. En septembre, le groupe sorti leur sixième album studio, et le dernier sous le label One Little Indian. L'album Hempton Manor est inspiré par et dédié au chanvre, « le premier marché de l'écologie ». Enregistré en seulement cinq jours, Hempton Manor mélange plusieurs influences au sein de la musique techno afin de produire un son qui se veut typique de la « fusion futuriste chamanique ». Son objectif ne fut pas du tout commercial, à la grande colère de leur label One Little Indian, mais plutôt destiné aux fans de longue date.

## Liste des pistes
1. Freya
2. Urpflanze
3. Cannabeo
4. Khat
5. Bememe
6. Indica
7. Rausch
8. Kava
9. El-Fin
10. The Monoriff